# Nils von Kantzow
Nils Gustav von Kantzow (ur. 30 sierpnia 1885 w Solnie, zm. 7 lutego 1967 w Björkedal w gminie Herrljunga) – szwedzki gimnastyk i żołnierz, członek szwedzkiej drużyny olimpijskiej w 1908 roku i złoty medalista z tej edycji igrzysk.
Jego ojciec, Gustaf Ludvig Kantzow, był nauczycielem w szkole wojskowej. Nils również został żołnierzem, w 1916 roku otrzymał rangę kapitana. W 1910 roku poślubił Carin Fock, z którą miał syna, Thomasa Kantzowa. Rozwiódł się w 1922 roku. Po rozwodzie z Nilsem, Carin poślubiła pilota niemieckich linii lotniczych, Hermanna Göringa, który później został przywódcą partii nazistowskiej. 